# Хесслих, Лутц
Лутц Хесслих (нем. Lutz Heßlich, род. 17 января 1959, Ортранд, ГДР) — восточногерманский трековый велогонщик. Олимпийский чемпион 1980 и 1988 годов, многократный чемпион и призёр чемпионатов мира в спринте.